# Jacek Gębicki
Jacek Gębicki – polski chemik, dr hab. inż. nauk chemicznych, specjalizujący się w technologii chemicznej i chemii środowiskowej. Profesor nadzwyczajny, kierownik Katedry Inżynierii Procesowej i Technologii Chemicznej, w kadencji 2024-28 dziekan Wydziału Chemicznego Politechniki Gdańskiej.
Autor i współautor przeszło 200 publikacji naukowych.

## Odznaczenia
- Srebrny Krzyż Zasługi (2020)[5]